# La Puebla de Cazalla
La Puebla de Cazalla és una localitat de la província de Sevilla, Andalusia, Espanya. L'any 2005 tenia 10.729 habitants. La seva extensió superficial és de 188 km² i té una densitat de 57,1 hab/km². Les seves coordenades geogràfiques són 37° 13′ N, 5° 18′ O. Està situada a una altitud de 177 metres i a 68 kilòmetres de la capital de la província, Sevilla.

## Demografia
| 1996   | 1998   | 1999   | 2000   | 2001   | 2002   | 2003   | 2004   | 2005   | 2006   |
| ------ | ------ | ------ | ------ | ------ | ------ | ------ | ------ | ------ | ------ |
| 10.825 | 10.834 | 10.750 | 10.691 | 10.649 | 10.589 | 10.600 | 10.664 | 10.420 | 10.729 |